# Paços de Ferreira
Paços de Ferreira ([ˈpasuʃ dɨ fɨˈʁɐiɾɐ]) è un comune portoghese di 52 985 abitanti situato nel distretto di Porto.
La città è nota per essere un insediamento industriale notevole nel paese, ospitando anche l'IKEA, così come per la squadra locale di calcio, il Paços de Ferreira.
Nel territorio comunale, freguesia di Paços de Ferreira, si trova il sito archeologico di Citânia de Sanfins, con rovine risalenti alla civiltà della Castrocultura.

## Società

### Evoluzione demografica
| Popolazione di Paços de Ferreira (1801 – 2004) | Popolazione di Paços de Ferreira (1801 – 2004) | Popolazione di Paços de Ferreira (1801 – 2004) | Popolazione di Paços de Ferreira (1801 – 2004) | Popolazione di Paços de Ferreira (1801 – 2004) | Popolazione di Paços de Ferreira (1801 – 2004) | Popolazione di Paços de Ferreira (1801 – 2004) | Popolazione di Paços de Ferreira (1801 – 2004) | Popolazione di Paços de Ferreira (1801 – 2004) |
| ---------------------------------------------- | ---------------------------------------------- | ---------------------------------------------- | ---------------------------------------------- | ---------------------------------------------- | ---------------------------------------------- | ---------------------------------------------- | ---------------------------------------------- | ---------------------------------------------- |
| 1801                                           | 1849                                           | 1900                                           | 1930                                           | 1960                                           | 1981                                           | 1991                                           | 2001                                           | 2004                                           |
| 498                                            | 10091                                          | 11900                                          | 15686                                          | 27537                                          | 40687                                          | 44190                                          | 52985                                          | 54801                                          |

## Suddivisioni amministrative
Dal 2013 il concelho (o município, nel senso di circoscrizione territoriale-amministrativa) di Paços de Ferreira è suddiviso in 12 freguesias principali (letteralmente, parrocchie).

### Freguesias
1. Paços de Ferreira: Paços de Ferreira, Modelos
2. Frazão: Frazão, Arreigada
3. Sanfins: Sanfins de Ferreira, Lamoso, Codessos
4. Carvalhosa
5. Eiriz
6. Ferreira
7. Figueiró
8. Freamunde
9. Meixomil
10. Penamaior
11. Raimonda
12. Seroa

## Sport

### Calcio
La squadra principale della città è il Paços de Ferreira.